# Backlash (2008)
Backlash (2008) là sự kiện pay-per-view đấu vật chuyên nghiệp Backlash thứ 10 thường niên sản xuất bởi WWE, diễn ra ngày 27 tháng 4 năm 2008, tại 1st Mariner Arena ở Baltimore, Maryland. Sự kiện có sự góp mặt của các đô vật đến từ Raw, SmackDown, và ECW.
Có 8 trận đấu được diễn ra. Đầu tiên là trận đấu loại Fatal 4-Way tranh đai WWE Championship bao gồm các đô vật Raw. Triple H đánh bại WWE Champion Randy Orton, John Cena, và John "Bradshaw" Layfield để giành đai. Sự kiện chính khác có sự góp mặt của các đô vật SmackDown, khi đương kim World Heavyweight Champion The Undertaker đánh bại người thách đấu Edge trong trận đấu đơn. Sự kiện chính từ ECW là trận đấu mà đương kim ECW Champion Kane đánh bại challenger Chavo Guerrero. Ngoài ra, trong các trận đấu khác, Shawn Michaels đánh bại Batista.
Backlash (2008) có số khán giả khoảng 11.277 và nhận được 200.000 lượt mua, nhiều hơn sự kiện năm trước. Khi sự kiện được phát hành dưới dạng DVD, nó đạt vị trí thứ 2 kỉ lục trên Billboard's Recreational Sports DVD Sales Chart.

## Kết quả
| #                                                                                | Kết quả | Thể loại                                                        | Thời gian |
| -------------------------------------------------------------------------------- | --- | --------------------------------------------------------------- | --------- |
| 1D                                                                               | John Morrison và The Miz đánh bại Jimmy Wang Yang và Shannon Moore                                                                          | Trận đấu đồng đội                                               | Không rõ  |
| 2                                                                                | Matt Hardy đánh bại Montel Vontavious Porter (c)                                                                                            | Trận đấu đơn tranh đai WWE United States Championship           | 11:24     |
| 3                                                                                | Kane (c) đánh bại Chavo Guerrero (cùng với Bam Neely)                                                                                       | Trận đấu đơn tranh đai ECW Championship                         | 08:49     |
| 4                                                                                | Big Show đánh bại The Great Khali | Trận đấu đơn                                                    | 08:05     |
| 5                                                                                | Shawn Michaels đánh bại Batista | Trận đấu đơn with Chris Jericho là trọng tài khách mời đặc biệt | 14:59     |
| 6                                                                                | Beth Phoenix, Jillian Hall, Layla, Melina, Natalya và Victoria đánh bại Ashley, Cherry, Kelly Kelly, Maria, Michelle McCool và Mickie James | 12-Diva Trận đấu đồng đội                                       | 06:31     |
| 7                                                                                | The Undertaker (c) đánh bại Edge bằng đòn khóa                                                                                              | Trận đấu đơn tranh đai World Heavyweight Championship           | 18:23     |
| 8                                                                                | Triple H đánh bại John Cena, John "Bradshaw" Layfield và Randy Orton (c)                                                                    | Trận đấu loại Fatal-4-Way tranh đai WWE Championship            | 28:11     |
| - (c) – chỉ người vô địch bước vào trận đấu - D – chỉ trận đấu là một dark match | |                                                                 |           |

| Thứ tự loại trong trận đấu Fatal-four-way | Thứ tự loại trong trận đấu Fatal-four-way | Thứ tự loại trong trận đấu Fatal-four-way | Thứ tự loại trong trận đấu Fatal-four-way | Thứ tự loại trong trận đấu Fatal-four-way | Thứ tự loại trong trận đấu Fatal-four-way |
| Thứ tự loại                               | Đô vật                                    | Bị loại bởi                               | Đòn loại                                  | Thời gian                                 |                                           |
| ----------------------------------------- | ----------------------------------------- | ----------------------------------------- | ----------------------------------------- | ----------------------------------------- | ----------------------------------------- |
| 1                                         | JBL                                       | John Cena                                 | Đập tay sau đòn STFU                      | 10:29                                     |                                           |
| 2                                         | John Cena                                 | Randy Orton                               | Bị đè sau đòn punt vào đầu                | 10:41                                     |                                           |
| 3                                         | Randy Orton                               | Triple H                                  | Bị đè sau đòn Pedigree                    | 28:11                                     |                                           |
| Thắng cuộc                                | Triple H                                  | Triple H                                  | Triple H                                  | Triple H                                  |                                           |